# Уэст-Дарт
Уэст-Дарт (англ. West Dart) — река на вересковых пустошах Дартмура в графстве Девон, Юго-Западная Англия. Один из двух главных притоков реки Дарт. Длина реки — 16,25 км. Высота устья — 210 м над уровнем моря. Высота истока — 450 м над уровнем моря. Уклон реки — 14,76 м/км.
Исток располагается в 500 м к западу от вершины Флэт-Тор. Течёт в южном направлении в местность под названием Ту-Бриджис, затем на юго-восток мимо Хексуорти и в Дартмит, где он встречается с Ист-Дартом, формируя Дарт.
Правые притоки: Каузик, Блэкбрук, Свинкум и О-Брук.
Левый приток — Черри-Брук.